# Hotbird 13B
O Hotbird 13B (anteriormente chamado de Hotbird 8) é um satélite de comunicação geoestacionário europeu construído pela EADS Astrium que está localizado na posição orbital de 13 graus de longitude leste e é operado pela Eutelsat. O satélite foi baseado na plataforma Eurostar-3000 e sua vida útil estimada é de 15 anos.

## História
O Hotbird 8 foi o maior e mais poderoso satélite que a Eutelsat havia colocado em órbita na época.
A EADS Astrium fabricou mais dois satélites idênticos a ele, sob os nomes Hotbird 9 e Hotbird 10 que agora levam o nome de Hotbird 13C e Hotbird 13D.
Após o lançamento, e algumas manobras orbitais, o satélite entrou em testes intensivos sobre as posições 1,7 e 4 graus leste, em seguida, ele foi levado para a sua posição final a 13 graus leste. Em 3 de outubro de 2006 todos os programas localizados no satélite Hotbird 3 foram transferidos para o Hotbird 8, quando começou a operação comercial. O Hotbird 3 foi então transferido para 10 graus leste.
Em 1 de março de 2012 a Eutelsat adotou uma nova designação para sua frota de satélites, todos os satélites do grupo assumiram o nome Eutelsat associada à sua posição orbital e uma letra que indica a ordem de chegada nessa posição, então o satélite Hotbird 8 recebeu o nome Hotbird 13B.
O governo do Irã, aparentemente, tentou várias vezes no início de 2010 interromper o modo de transmissão do satélite. Afetou inclusive o serviço persa da BBC e da Voice of America, e o programa árabe da Deutsche Welle. Para isso, enviou um forte sinal para a frequência da estação de terra a partir da qual o Hotbird 8 transmitia seus programas. Através do software, via satélite da Eutelsat empregado, o ID poderia tornar a cidade de Teerã no Irã como a origem do sinal de interferência. Agora estão sendo enviados para fora do programa por meio de outros satélites, que não podem ser alcançados pelo sinal de interferência.

## Lançamento
O satélite foi lançado com sucesso ao espaço em 4 de agosto de 2006, às 22:05 UTC, por meio de um veículo Proton-M/Briz-M, a partir do Cosmódromo de Baikonur, no Cazaquistão. Ele tinha uma massa de lançamento de 4.875 kg.

## Capacidade e cobertura
O Hotbird 13B é equipado 64 transponders de banda Ku para fornecer cobertura de rádio e televisão através de 950 canais digitais para a Europa, Norte da África e Oriente Médio.